# سگ را بجنبان
سگ را بجنبان (به انگلیسی: Wag the Dog) فیلمی در ژانر کمدی سیاه به کارگردانی و تهیه کنندگی بری لوینسون و هنرنمایی ستارگانی چون داستین هافمن و رابرت دنیرو، در سال ۱۹۹۷ است.
فیلمنامه توسط هیلاری هنکین و دیوید ممت به‌طور تفصیلی از روی رمان «قهرمان آمریکایی» اثر لری باینهارت، الگوبرداری شده بود.

## تولید

### عنوان فیلم
عنوان فیلم برگرفته از اصطلاحی در زبان انگلیسی است، the tail wagging the dog، (یعنی کار دنیا برعکس شده) که به این اصطلاح در ابتدای فیلم نیز به این گونه ارجاع داده می‌شود که:
چرا سگ دمش را می‌جنباند؟
چون سگ از دم‌اش باهوش تر است.
اگه دم باهوش تر بود، اون سگ رو می‌جنباند.

### ماتس و ایوانز
گفته می‌شود که شخصیت هافمن، استنلی ماتس، مستقیماً بر اساس شخصیت تهیه‌کننده معروف، رابرت ایوانز است. شباهت‌هایی بین این شخصیت و عادات کاری، طرز رفتار، سبک لباس پوشیدن، مدل مو و عینک‌های بزرگ و مربعی ایوانز مشاهده شده‌است. تاجایی که در واقع، رابرت ایوانز واقعی به شوخی گفته‌است که: «من در این فیلم شگفت‌انگیز هستم».

## داستان
رئیس‌جمهور ایالات متحده تنها دو هفته قبل از انتخابات، در حال تجاوز به یک دختر نوجوان در دفتر بیضی شکل کاخ سفید گیر می‌افتد. وینیفرید ایمز، دستیار رئیس‌جمهور، کنراد برین - متخصص بزرگ کنترل افکار عمومی - را برای منحرف کردن توجه مردم از این رسوایی استخدام می‌کند. برین تصمیم می‌گیرد یک جنگ ساختگی در آلبانی ترتیب دهد تا رسانه‌ها را به این موضوع مشغول کند. او با استنلی ماتس، تهیه‌کننده هالیوود، تماس می‌گیرد تا این جنگ جعلی را با تمام جزئیات - از جمله یک آهنگ تم و فیلم ساختگی از یک کودک یتیم فراری - برای جلب همدردی عمومی تولید کند. این فریب ابتدا موفقیت‌آمیز عمل می‌کند و محبوبیت رئیس‌جمهور در نظرسنجی‌ها به سرعت افزایش می‌یابد.
وقتی سازمان سیا از این توطئه باخبر می‌شود، مأمور یانگ را برای مواجهه با برین می‌فرستد. برین، یانگ را متقاعد می‌کند که افشای این فریب به نفع او و سیا نیست. اما وقتی سیا - با همدستی رقیب انتخاباتی رئیس‌جمهور - اعلام می‌کند جنگ به پایان رسیده، رسانه‌ها دوباره به رسوایی سوءرفتار جنسی رئیس‌جمهور می‌پردازند. در پاسخ به این وضعیت، ماتس یک قهرمان ساختگی می‌سازد که ادعا می‌شود در خطوط دشمن در آلبانی جا مانده است.

## بازخوردها
در راتن تومیتوز، سگ را بجنبان، توانست ۸۵ درصد میزان رضایت را از ۷۶ را رای به‌دست آورد که به‌طور میانگین امتیاز ۷٫۴ از ۱۰ را به آن داده بودند. 
در متاکریتیک، این فیلم توانست امتیاز ۷۳ از ۱۰۰ را بر اساس ۲۲ نقد و بررسی که ثبت شده بود، به‌دست آورد که به‌طور کلی نشان دهنده نقدهای مثبت از فیلم است.
راجر ایبرت، منتقد فیلم، از چهار ستاره به این فیلم امتیاز ۴ را داد و در بررسی خود برای روزنامه شیکاگو سان-تایمز نوشت: «این فیلم ساتیری است که حاوی مقدار کافی واقع‌گرایی است که آن را قابل تصدیق می‌کند؛ مانند فیلم دکتر استرنج‌لاو، شما را به خنده می‌آورد و سپس به تأمل می‌اندازد.» او این فیلم را به عنوان دهمین فیلم مورد علاقه‌اش در سال ۱۹۹۷ رتبه‌بندی کرد. آن هورنادی از روزنامه واشینگتن پست این فیلم را در لیست بهترین فیلم‌های سیاسی تاریخ، در جایگاه دوازدهم، قرار داد.